# Mitko Petkow
Mitko Gospodinow Petkow (bg. Митко Господинов Петков; ur. 12 czerwca 1926) – bułgarski zapaśnik walczący w obu stylach. Olimpijczyk z Melbourne 1956, gdzie odpadł w eliminacjach w obu stylach, kategorii 73 kg.
Zajął szóste miejsce na mistrzostwach świata w 1955 roku.